# Halina Olędzka
Halina Stefania Olędzka (ur. 6 maja 1934 we Włocławku, zm. 8 grudnia 2020 w Warszawie) – polska etnografka, muzealniczka, badaczka i znawczyni sztuki ludowej.

## Życiorys
Była córką Stefana i Stanisławy z Grabowskich małżonków Błaszczyków. Miała dwie siostry: Łucję i Marię. W czasie II wojny światowej rodzina została wysiedlona do Warszawy. Tu Halina Błaszczyk uczęszczała do szkoły podstawowej. Po powstaniu warszawskim rodzina przeniosła się do powiatu skierniewickiego, potem miechowskiego, a w 1945 wróciła do Włocławka. W 1951 Halina Błaszczyk skończyła liceum urszulanek.
W latach 1951–1955 studiowała etnografię na Wydziale Historycznym Uniwersytetu Warszawskiego. Prawdopodobnie w okresie studiów zainteresowała się Kurpiami Zielonymi. Z czasem wyspecjalizowała się w wycinance kurpiowskiej. Kolekcjonowała wycinanki z Puszczy Zielonej.
W 1956, po obronie magisterium, zaczęła pracę w Muzeum Kultury i Sztuki Ludowej w Warszawie. W 1962 przeszła do pracy w Zakładzie Etnografii IHKM PAN w Warszawie. Pracowała w dziale wydawniczym. W 1964 wróciła do PME, gdzie pracowała do emerytury (1994). Prowadziła m.in. redakcję czasopisma „Zeszyty Państwowego Muzeum Etnograficznego w Warszawie”. Od 1972 była kierowniczką Działu Sztuki Ludowej, od 1991 specjalizowała się w zbiorach sztuki ludowej w Dziale Etnografii Polski i Europy. Pracując w PME, przyczyniła się do zwiększenia zbiorów rzeźby i malarstwa, szczególnie z zakresu współczesnej sztuki ludowej i naiwnej. Jej zasługą jest zgromadzenie najliczniejszej w Polsce kolekcji malowanych „dywanów” nad łóżka. Pogłębiała zainteresowanie wycinanką. Nabyte do muzeum eksponaty opracowała naukowo, dzięki czemu w PME powstały kolekcje reprezentacyjne w skali krajowej, katalogi naukowe, indeksy ikonograficzne i autorskie.
Publikowała m.in. w muzealnym periodyku „Zeszyty Państwowego Muzeum Etnograficznego w Warszawie”, III tomie publikacji Kurpie. Puszcza Zielona pod redakcją Anny Kutrzeby-Pojnarowej oraz w „Polskiej Sztuce Ludowej”. Opracowała katalogi wystaw nt. łukowskiego ośrodka rzeźby ludowej, wycinanki kurpiowskiej z Puszczy Zielonej, malarstwa na szkle, przedstawień Matki Bożej Skępskiej w rzeźbie ludowej. Prowadziła badania terenowe: w latach 1956–1962 na temat stroju i tkaniny, w lach 1964–1972 na temat wycinanki na Kurpiach Zielonych. Interesowała się rzeźbą, malarstwem i sztuką naiwną. Udokumentowała twórczość 100 artystów ludowych i naiwnych w całej Polsce.
Była autorką wielu wystaw sztuki ludowej i ekspozycji poświęconych wybitnym twórcom ludowym. Wystawy te szykowała w PME, ale też we współpracy z innymi ośrodkami w Polsce. Z Anną Szyfer przygotowała objazdową wystawę „Polskość Warmii i Mazur”, która w 1956 była pokazywana na barce „Złota Kaczka” w 1956. Wystawy organizowała w latach 60., 70 i 80. XX wieku, często jako kuratorka i jednocześnie autorka scenariusza. Przygotowała również przekrojowe wystawy zagraniczne i ich katalogi (m.in. Japonia, Węgry, Portugalia, Hiszpania, Austria).
Była rzeczoznawczynią Ministerstwa Kultury i Sztuki. Uczestniczyła w pracach komisji ocen etnograficznych Cepelii. Wytwórnia Filmów Dokumentalnych zaprosiła ją do realizacji filmów etnograficznych, np. nt. rzeźby ludowej Chrystusa Frasobliwego. Ukończyła bowiem kurs w Wytwórni Filmów Oświatowych w Łodzi. Współpracowała z nią zawodowo. Niektóre filmy realizowała z mężem, etnografem Jackiem Olędzkim, za którego wyszła w 1955. W 1959 podczas odpustu Trójcy Przenajświętszej w Prostyni przygotowali film Kozy.
Uczestniczyła w seminariach krajowych i zagranicznych. W 1971 w Paryżu realizowała stypendium w Musée de l’Homme i Musée National des Arts et Traditions Populaires. W ramach stypendium zwiedziła muzea Rumunii, Słowacji, Węgier oraz państw za żelazną kurtyną (Anglia, Francja, RFN, Szwecja, Włochy). W 1978 uczestniczyła w I Międzynarodowym Kongresie Etnologii Europejskiej w Paryżu.
W latach 1969–1094 należała do warszawskiego oddziału Polskiego Towarzystwa Ludoznawczego. Jako ekspertka współpracowała ze spółdzielnią CPLiA „Kanon”. Uczestniczyła w pracach komisji przyznającej Nagrodę Kolberga.
W 1979 rozstała się z mężem. Nie mieli dzieci. Potem związała się z etnografem i muzealnikiem Piotrem Szackim.
Została pochowana na Cmentarzu Północnym w Warszawie (kw. kol. B IV 1-6–17).